# Rónay-kúria (Kiszombor)
A Rónay-kúria klasszicista kúria Csongrád-Csanád vármegyében, a Makói járásban.

## Története

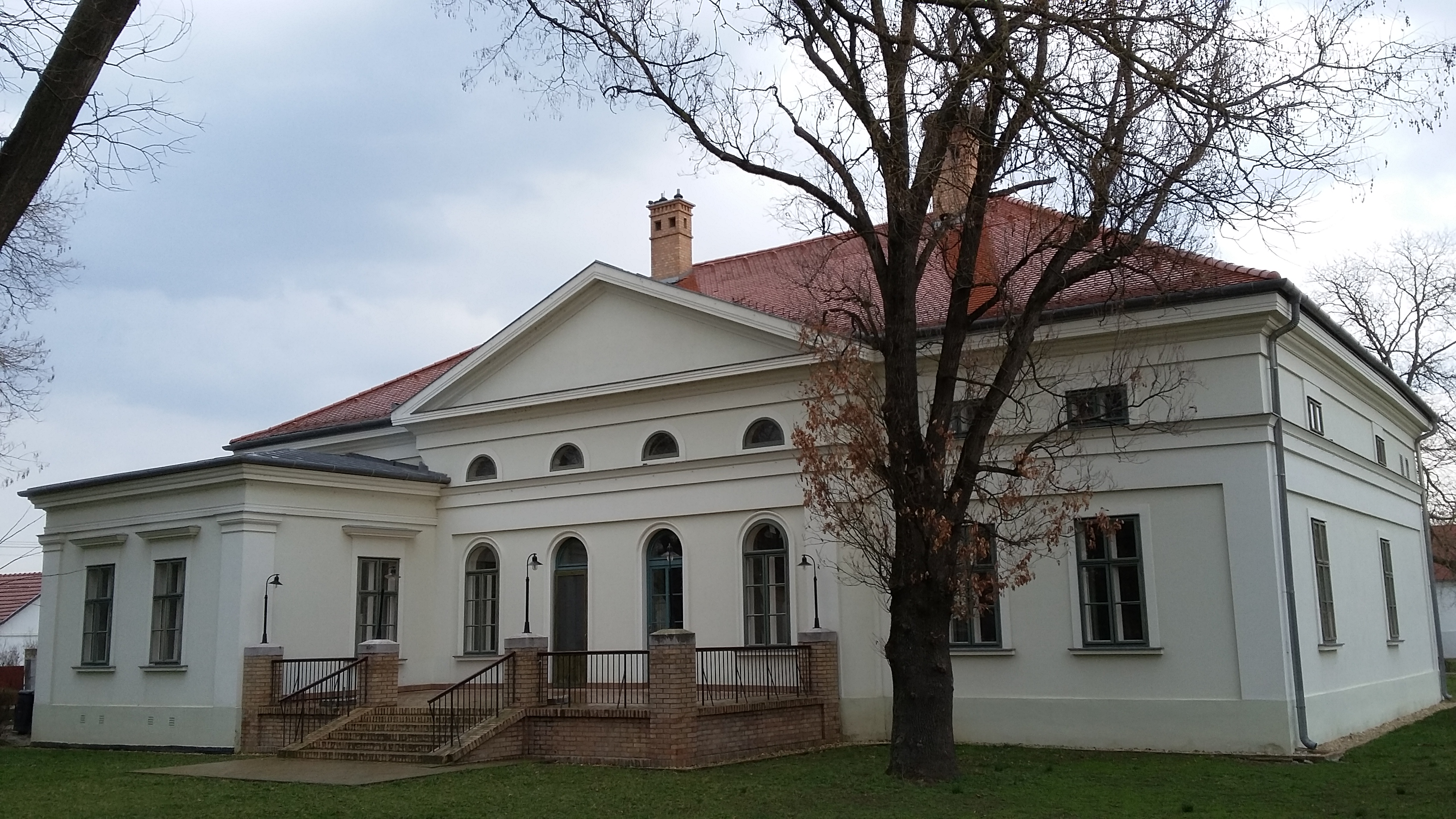
Kiszombor, Rónay-kúria, nyugati oldal

Az épületet 1835 körül építették, klasszicista stílusban. Tervezőjét nem ismerjük, Giba Antal Csanád vármegyei földmérő nem lehetett, mert abban az időben Csanád és Torontál vármegye két külön világot jelentett, és a Rónay család tagjai Torontál székhelyének, Nagybecskereknek tisztségviselői voltak. Ebben az időben ott működött a kitűnő felkészültségű földmérő, Szathmáry Sámuel, aki 1829-ben kilenc csatlakozó szelvényen készítette el a Maros vízrajzi térképét. Valószínűleg ő tervezhette a kiszombori klasszicista kúriákat és magtárakat.
Az államosított kúriát 1955-ben az Áfész kapta meg, és vendéglőnek alakította át (Gólyafészek Vendéglő). A homlokzati ablakok és nyílások megmaradtak, az északi falon négy újat készítettek a vendéglői konyha kialakítása végett. A konyha utólagos hozzáépítés. A funkcióváltozás miatt a régi bejáratot beüvegezték. Az alaprajzi elrendezésben nagy változás nem történt, csupán a kevésbé érzékeny északi részen helyeztek el néhány mellékhelyiséget és vizesblokkot. A kémények megmaradtak. Eredetileg az árkádos keleti homlokzat boltívei nyitottak lehettek, mellvéddel ellátva, a középsőn lépcsőfeljáróval. A vendéglői átalakítás a nyugati frontnak az arányain is rontott.

## Leírása

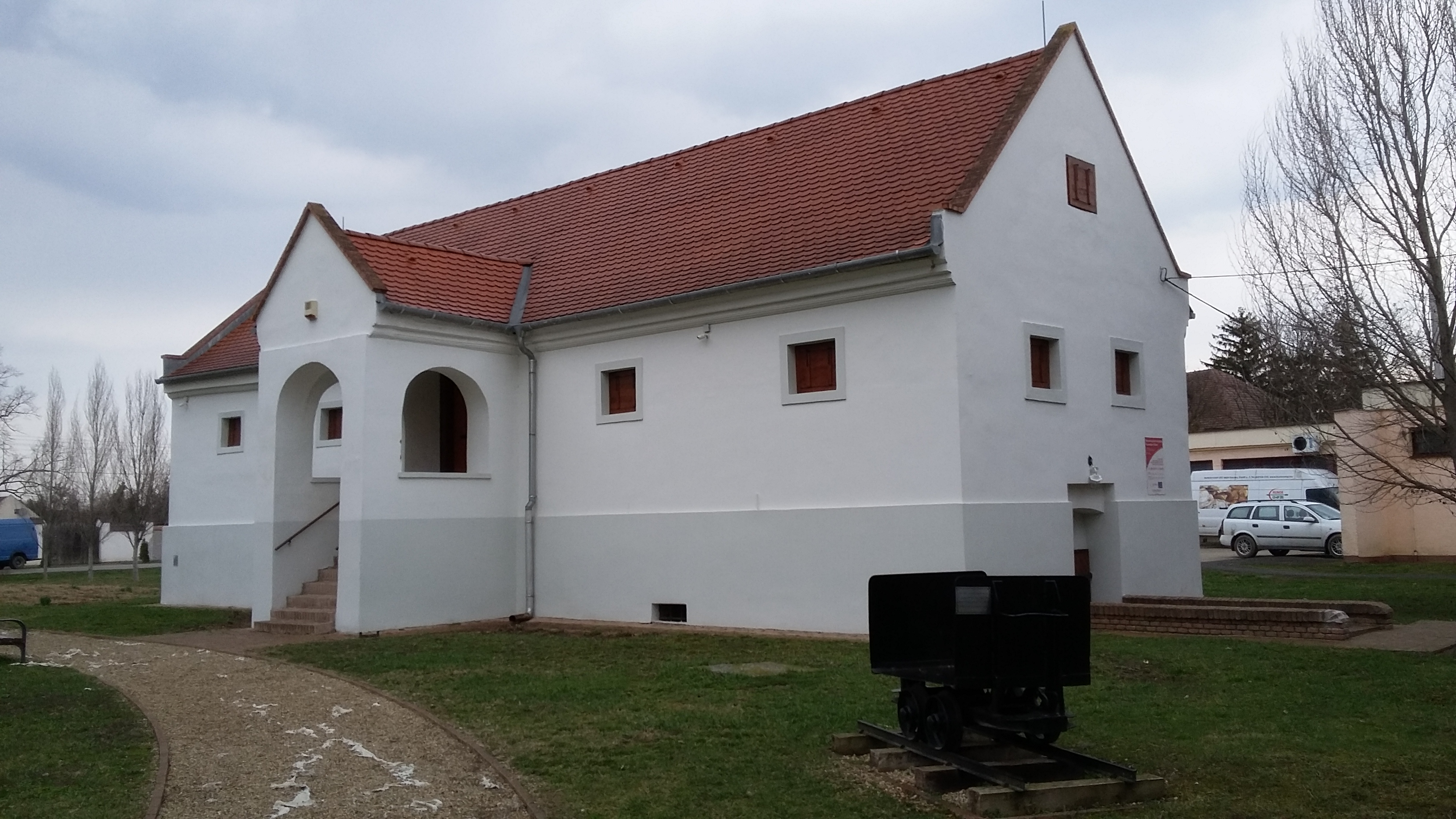
Kiszombor, Rónay-kúria, magtár

A homlokzati díszítések nemesen egyszerűek. Az óriási légterű tetőtér kétszintes, és a külső tér harmonikus arányaival összhangban áll. 
A keleti homlokzat boltívei nyitottak, mellvéddel ellátva, a középsőn lépcsőfeljáróval. Az épületnek ez a legarányosabban megtervezett része. A nyugati homlokzat középrizalitos, timpanonnal ellátva, itt a földszinti és emeleti ablakok ívesek. Az épület háromtraktusos alaprajzi elrendezése átgondolt szerkezetű, felépítése szimmetrikus és tisztán egyszerű. Az épületet 2005-ben felújították, ismét régi formáját mutatja, és vendéglőként funkcionál, Rónay kúria Archiválva 2018. március 21-i dátummal a Wayback Machine-ben néven.